# Galium kinuta
Galium kinuta är en måreväxtart som beskrevs av Takenoshin Nakai och Hiroshi Hara. Galium kinuta ingår i släktet måror, och familjen måreväxter. Inga underarter finns listade i Catalogue of Life.